# Aérodrome de Goundam
L'aéroport de Goundam, code IATA : GUD • code OACI : GAGM, est une piste d'atterrissage desservant Goundam au Mali. Il se trouve à 8 kilomètres au sud-est de la ville.

## Situation
| \| 40 km1:9 529 000 \| Bamako Gao Kayes Kidal Mopti Sikasso Tessalit Tombouctou |
| 40 km1:9 529 000                                                                |